# كاتلين ديدو
كاتلين ديدو (بالرومانية: Cătălin Dedu)‏ هو لاعب كرة قدم روماني في مركز الهجوم، ولد في 16 مايو 1987 في براشوف في رومانيا. لعب مع جامعة كلوج ونادي براشوف.

## وصلات خارجية
- كاتلين ديدو على موقع الاتحاد الأوربي (الإنجليزية)
- كاتلين ديدو على موقع قاعدة بيانات كرة القدم.إي يو (الإنجليزية)
- كاتلين ديدو على موقع Soccerway.com (الإنجليزية)
- كاتلين ديدو على موقع عالم كرة القدم.نت (الإنجليزية)